# Disturbios de Baltimore de 2015
Los disturbios de Baltimore de 2015 son una serie de incidentes ocurridos en Baltimore iniciados en abril de 2015. La causa de estos disturbios es la muerte de un hombre afroamericano llamado Freddie Gray, quien fue detenido por tener una navaja automática y murió el 9 de abril de ese año mientras estaba bajo custodia de la policía.
Tras su sepelio ha habido disturbios, durante los cuales han sido detenidas 200 personas, y ha habido policías heridos. Más tarde, en Baltimore se declaró el toque de queda.